# Teofano Martiniake
Teofano Martiniake, född okänt år, död 10 november 897, var en bysantinsk kejsarinna och ett helgon, gift 882 med kejsar Leo VI.
Teofano Martiniake var dotter till Constantine Martiniakos. Hennes äktenskap till tronföljaren var arrangerat och blev olyckligt. Hon beskrivs som bildad och religiös och ska ha ägnat sin tid åt böner, psalmer och hymner. Hon blev kejsarinna 886 och gav som sådan sitt beskydd åt flera kloster. År 889 inledde maken ett förhållande med Zoe Zaoutzaina. 
Teofano Martiniake gick i kloster 893 men det är okänt om detta var frivilligt eller inte. Zoe Zaoutzaina ersatte henne då vid hovceremonierna. Det är oklart om äktenskapet var juridiskt upplöst; enligt vissa källor gifte sig Leo VI och Zoe Zaoutzaina 893, enligt andra först efter Teofano Martiniakes död. Zaoutzaina fick dock inte titeln kejsarinna förrän efter Teofano Martiniakes död. Teofano Martiniake förklarades för helgon vid sin död. Hon hade en dotter.       

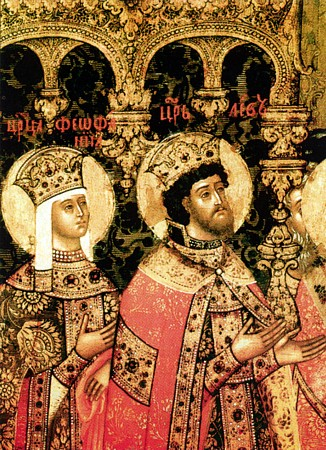
Teofano Martiniake och Leo VI såsom återgivna på en ikon från 1700-talet.